# 아일랜드의 코로나19 범유행
다음은 아일랜드에서의 코로나19 범유행에 관한 설명이다.

## 통계학

### 지역별 현황
출처 :
| 지역         |        |
| 지역         | 확진자 |
| ------------ | ------ |
| 칼로주       | 2894   |
| 캐번주       | 5105   |
| 클래어주     | 4906   |
| 코크주       | 22757  |
| 더니골주     | 10308  |
| 더블린주     | 90557  |
| 골웨이주     | 10511  |
| 케리주       | 4545   |
| 킬데어주     | 12421  |
| 킬케니주     | 3585   |
| 레이시주     | 3679   |
| 리트림주     | 850    |
| 리머릭주     | 11538  |
| 롱퍼드주     | 2007   |
| 라우스주     | 9265   |
| 메이요주     | 6468   |
| 미스주       | 10801  |
| 모너핸주     | 5077   |
| 오펄리주     | 4367   |
| 로스커먼주   | 2521   |
| 슬라이고주   | 2331   |
| 티퍼레리주   | 5954   |
| 워터퍼드주   | 5646   |
| 웨스트미스주 | 4006   |
| 웩스퍼드주   | 7158   |
| 위클로주     | 4737   |
| 합계         | 253994 |

## 경과
2월 29일, 이탈리아 북부에서 온 동아시아 출신의 한 남학생이 아일랜드의 첫 번째 확진자가 되었다.
3월 3일, 첫 번째 확진자와는 관련이 없는 아시아 출신 여성이 확진 판정을 받았다.
3월 4일, 이탈리아 북부를 여행한 2명의 여성과 2명의 남성이 확진 판정을 받았다.
3월 5일, 7건이 더 확인되어 총 13건이 되었다.